# Famille von Besser
 (août 2024).
Si vous disposez d'ouvrages ou d'articles de référence ou si vous connaissez des sites web de qualité traitant du thème abordé ici, merci de compléter l'article en donnant les références utiles à sa vérifiabilité et en les liant à la section « Notes et références ».
Pour les articles homonymes, voir Besser.
La famille von Besser est une famille noble prussienne dont l'origine se situe à Auma en Thuringe. Au moins quatre branches de la famille sont anoblies indépendamment les unes des autres, mais seule la famille considérée en 1768 s'est durablement épanouie dans la noblesse.
Contrairement aux indications de la littérature ancienne, il n'y a pas de relation ancestrale avérée avec la famille noble souabe Besserer von Thalfingen (de).

## Histoire
Les von Besser commencent leur lignée assurée avec le trésorier du conseil d'Auma, Nikol Besser (mort vers 1537), des mentions nominatives étant attestées à partir du XVe siècle, sans qu'il soit possible de les placer dans un contexte de filiation. Il s'agit d'une famille plutôt petite-bourgeoise, qui a produit à plusieurs reprises des fonctionnaires et des ecclésiastiques, préparant ainsi son ascension sociale .
Le juriste, conseiller supérieur de Basse-Lusace et maire de Lübben Carl Christoph Besser (1700-1774) est anobli à Vienne le 24 mars 1768 en portant les armoiries d'un arrière-grand-père maternel, le secrétaire margravial-Culmbach Peter von der Grün (de) (mort en 1602) à Vienne le 24 novembre 1774 . Élevé à la noblesse impériale en mars 1768. Ses descendants fournissent régulièrement des officiers supérieurs dans l'armée prussienne et également à plusieurs reprises des administrateurs d'arrondissement prussiens.
La famille possédait de vastes biens en Prusse, ainsi les von Besser possèdent, entre autres, Groß et Klein Brausen, Draulitten (de), Georgenswalde, Kaltfliess, Kringitten, Neudeck, Okonitz, Oschilau, Pamientowo, Patricken (de), Paulau, Peterwitz, Plöstwhnen (de), Powound, Prusse. Rockels, St Lorenz, Stangenwalde, Groß et Klein Tippeln, Wittichwalde et Wolfsberg.

### Élévations à la noblesse
Le conseiller d'État suédois Johann von Besser reçoit une lettre d'armoiries (de) dès 1688. on appartenance à la famille d'Auma n'est pas certaine, et la littérature utilisée ici ne nous apprend rien sur ses descendants.
Anobli le 24 mai 1699, Johann von Besser (de) (1654-1729), maître de cérémonie et poète de la cour de Brandebourg et de Saxe, aurait été un agnat de la famille attesté par des documents. Ses deux fils ne lui survivent cependant pas et une seule de ses deux filles parvient à se marier, ce qui marque la fin de sa lignée avec ses enfants.
Le capitaine saxon et héritier de Niedergersdorf et Lomnitz  Carl Christian von Besser, originaire de Zittau et anobli à Vienne le 4 octobre 1783, est lui aussi un cousin éloigné du précédent, anobli en 1768 Cependant, il reçoit les armoiries des Besserer von Thalfingen (de), en supposant qu'il s'agisse également d'une telle ascendance. De deux mariages sont nés trois filles et un fils. Ce dernier, Carl Christian Maximilian Ernst von Besser (1790-1809), sous-lieutenant saxon, a succombé à ses blessures reçues à Wagram sans laisser d'héritiers.

## Blason

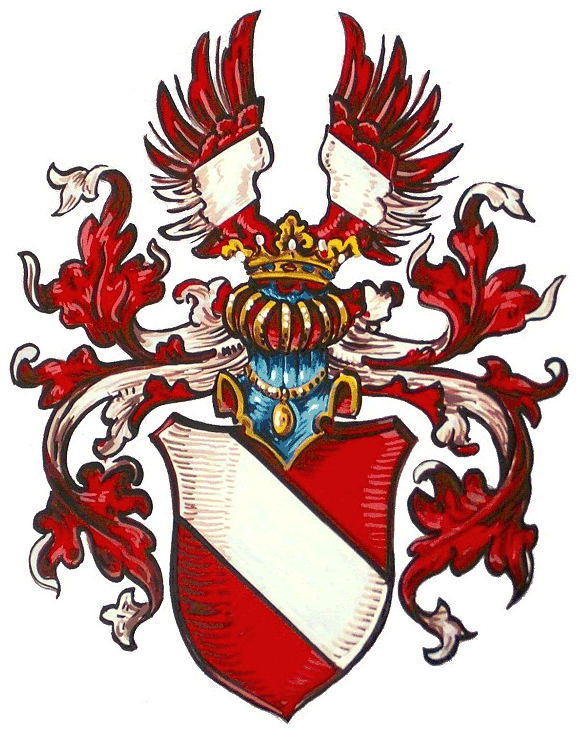
Armoiries de la famille von Besser

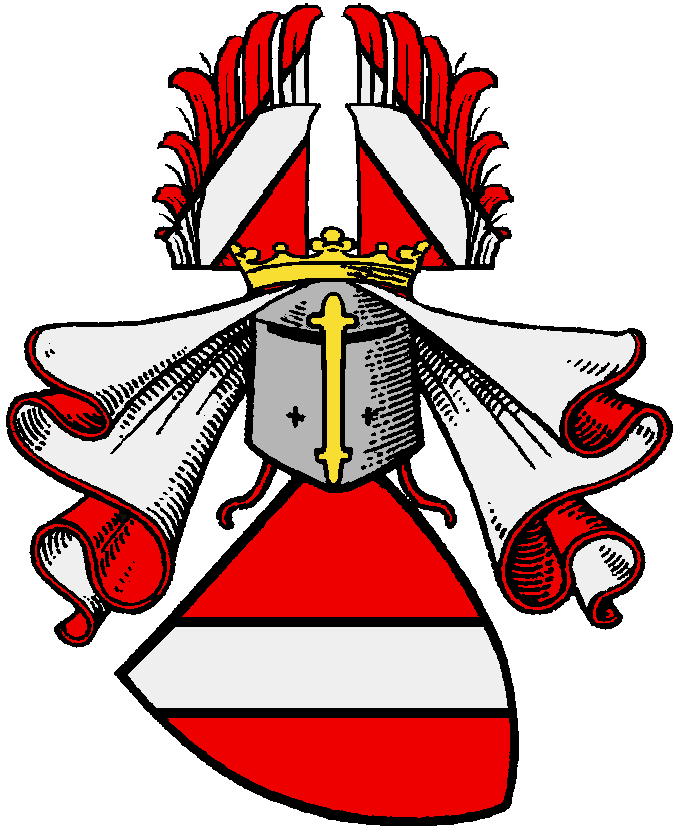
Armoiries familiales

Les armoiries (1768) montrent une fasce (de) argentée de gueules. Sur le casque avec des lambrequins de gueules et argentées se trouve un vol de gueules, à dextre avec une barre  argentée, à senestre avec une bande argentée.[réf. nécessaire]

### Armoiries des familles apparentées
La famille a des armoiries communes aux familles apparentées von Berg (de), von Epprechtstein (de), von der Grün (de), von Münchberg, von Radeck (de), von Reitzenstein, von Sparnberg, von Sack (de), von Stein (de), von Thoßfell, von Töpen et von Wildenstein (de)

### Armoiries des anoblissements
Les armoiries suédoises (1688) représentent un lion d'or en azur, tenant un bol d'argent dans ses pattes. Au-dessus et au-dessous des étoiles d'argent 2:1. 

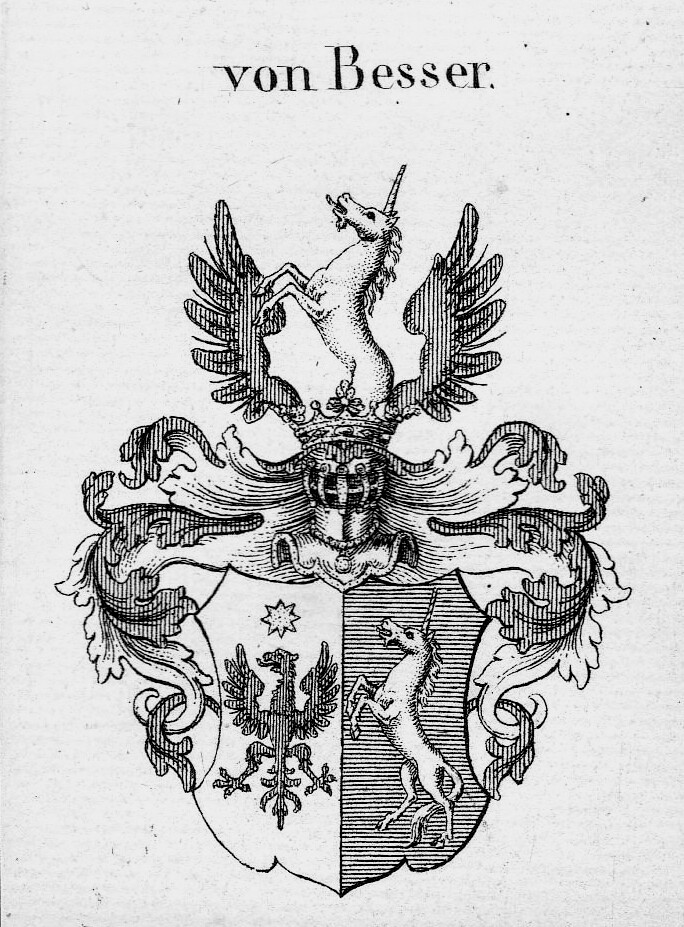
Armoiries de la famille von Besser de 1699

Les armoiries (1699) sont divisées et montrent à droite en argent (azur) une étoile (de) dorée à huit (ou six) pointes au-dessus d'un aigle du gueules regardant à dextre (avec des tiges de trèfle (de) doré dans les ailes (aigle de Brandebourg)) et à senestre en azur une licorne argentée saillante. Sur le casque avec lambrequins de gueules et argentées, la licorne grandit entre un vol de gueules.
Le blason (1783 = Besserer (de)) montre en noir deux coupes d'argent qui sont tombées l'une sur l'autre, avec une plaque d'argent entre les deux. Deux bras vêtus de noir sur le casque, tenant dans leurs mains les coupes de l'image du bouclier.

## Personnalités
- Johann Christian Gotthilf von Besser (1737–1806), général de division à Dresde.
- Ehrenreich Wilhelm Gottlieb von Besser (1740–1807), lieutenant général prussien.
- Johann Karl Wilhelm von Besser (1769-1830), administrateur de l'arrondissement de Rosenberg-en-Prusse-Occidentale, de l'arrondissement de Marienwerder (de) et de Riesenburg.
- Wilhelm Heinrich von Besser (de) (1771–1829), colonel prussien.
- Adolf Friedrich von Besser (de) (1777-1836), général de division prussien.
- Otto Karl Kurt Hermann von Besser (1800-1878), administrateur de l'arrondissement de Thorn (de) et de l'arrondissement de Konitz (de).
- Alfred von Besser (1854-1919), lieutenant général prussien.
- Hermann von Besser (1810-1878), général de division prussien.